# Елгино (Кемеровская область)
Елгино — деревня в Юргинском районе Кемеровской области России. Входит в состав Мальцевского сельского поселения.

## География
Деревня находится в северо-западной части области, на берегах реки Лебяжья, на расстоянии примерно 19 километров (по прямой) к северу от районного центра города Юрга. Абсолютная высота — 100 метров над уровнем моря.
Часовой пояс
Деревня Елгино, как и вся Кемеровская область, находится в часовой зоне МСК+4. Смещение применяемого времени относительно UTC составляет +7:00.

## История
Основано в 1625 году. В «Списке населенных мест Российской империи» 1868 года издания населённый пункт упомянут как заводская деревня Елгина Томского округа (2-го участка) при речке Лебяжьей, расположенная в 63 верстах от окружного центра Томска. В деревне имелось 13 дворов и проживало 83 человека (40 мужчин и 43 женщины).
В 1911 году в деревне, входившей в состав Тутальской волости Томского уезда, имелось 37 дворов и проживало 263 человека (139 мужчин и 124 женщины).
По данным 1926 года имелось 94 хозяйства и проживало 498 человек (в основном — русские). В административном отношении деревня являлась центром Елгинского сельсовета Юргинского района Томского округа Сибирского края.

## Население
| 2010 |
| ---- |
| 441  |

Половой состав
По данным Всероссийской переписи населения 2010 года в гендерной структуре населения мужчины составляли 46,9 %, женщины — соответственно 53,1 %.
Национальный состав
Согласно результатам переписи 2002 года, в национальной структуре населения русские составляли 95 % из 497 чел.

## Улицы
Уличная сеть деревни состоит из шести улиц.

## Организации
В деревне Елгино находятся Дом культуры, школа, ФАП.